# Streitkräfte Transnistriens

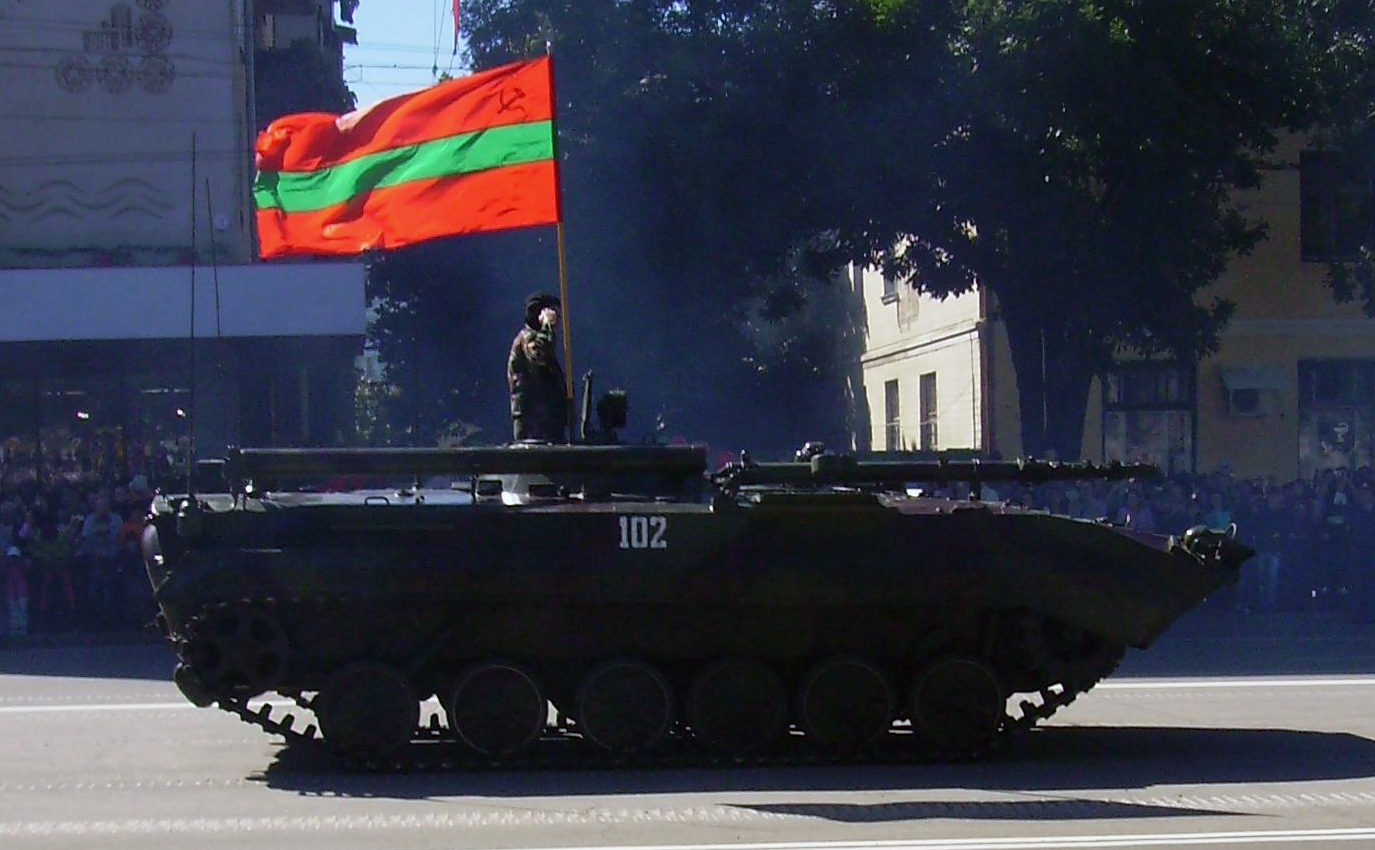
Transnistrischer BMP-1 bei Parade im Jahr 2010

Als Streitkräfte Transnistriens werden die militärischen Einheiten der Pridnestrowischen Moldauischen Republik (russisch Pridnestrowskaja Moldawskaja Respublika), kurz PMR, bezeichnet. Es handelt sich um ein hauptsächlich östlich des Flusses Nistru gelegenes, stabilisiertes De-facto-Regime innerhalb der Grenzen der Republik Moldau.

## Geschichte
Im September 1991 kam es zum Aufbau eigener staatlicher Strukturen in Transnistrien. Im Oktober 1991 wurde ein Waffenstillstand zwischen der Republik Moldau und Transnistrien unter Vermittlung des Russischen Obersten Sowjets abgeschlossen. Im Dezember 1991 belagerten transnistrische militärische Einheiten strategische Gebäude in Bender und Dubăsari und eroberteten später beide Städte. Transnistrien gründete im Januar 1992 eigene Streitkräfte und übernahm dabei Teile der in Transnistrien stationierten 14. Armee der Roten Armee. Am 1. März 1992 begann eine moldauische Gegenoffensive. Auf moldauischer Seite kämpften dabei zahlreiche rumänische Freiwillige, während Transnistrien Unterstützung von russischen und zum Teil ukrainischen Freiwilligen und Kosaken erhielt. Die Stärke der moldauischen Armee betrug Mitte 1992 bis zu 30.000 Mann, denen rund 12.000 transnistrische Milizen gegenüberstanden. Kurz vor einem geplanten Waffenstillstand begann die moldauische Armee am 19. Juni unerwartet eine neue Offensive auf die Stadt Bender. Die kriegerischen Auseinandersetzungen endeten offiziell am 25. Juli 1992. Der Transnistrien-Konflikt ist bis heute ungelöst, gilt inzwischen allerdings als „eingefrorener Konflikt“.
Stand 2024 sind rund 1.500 bis 3.000 Soldaten der Russischen Streitkräfte zuzüglich 10.000 bis 15.000 moskautreuen Paramilitärs in Transnistrien stationiert. Zur genauen Anzahl gibt es unterschiedliche Schätzungen: Laut Landeszentrale für politische Bildung Baden-Württemberg sind 1.500 russische Soldaten in Transnistrien stationiert, während der Deutschlandfunk und der ukrainische Präsidentenberater Mychajlo Podoljak von einer Truppenstärke von bis zu 2.000 Mann und der Kyiv Independent 3.000 russischen Soldaten ausgehen, wobei 10.000 bis 15.000 moskautreuen Paramilitärs hinzukommen, die Moskau als „Friedenstruppe“ bezeichnet, obwohl sie jeglicher völkerrechtlicher Grundlage entbehren.  Stand 2014 wurde die Anzahl der in Transnistrien stationierten Soldaten der Russischen Streitkräfte auf 1.200 bis 1.400 eschätzt.

## Stärke
Die Streitkräfte Transnistriens verfügen laut Schätzungen der OSZE aus dem Jahr 2009 über etwa 4.000 bis 4.500 Mann starke reguläre Truppen mit 18 Kampfpanzern, einer erheblichen Zahl Mehrfachraketenwerfern und mehreren Kampfzonen- bzw. Transporthubschraubern. Es gibt ein Wehrpflichtsystem, Transnistrien kann aber auch auf zusätzliche Kosaken- und Freiwilligenkorps zurückgreifen. Einige Schätzungen gehen davon aus, dass insgesamt bis zu 120.000 Mann mobilisiert werden könnten. Mit dem Munitionsdepot Cobasna verfügt Transnistrien über das größte Munitionsdepot Osteuropas.